# Сквозь сумерки времен
«Сквозь сумерки времен» — поэтический сборник кузбасского поэта Бориса Бурмистрова, в который входят избранные стихи автора, написанные им с 1970-х по 2000 гг.
В 2011 г. за сборник стихов «Сквозь сумерки времен» Борис Бурмистров стал лауреатом Большой литературной премии России.
Книга выпущена в 2011 г. в издательстве «Маматов» тиражом 1200 экз. (ISBN 978-5-91076-052-7).

## Критика
В книге содержится вступительная статья «Но мы любовью жили…»:

«Когда я прочитал его рукопись, то сразу же в памяти всплыла одна из любимых моих русских пословиц: „Жизнь прожить — не поле перейти“. И эту дорогу по бескрайнему полю поэт не прошел бы, если бы не нащупал кровные связи с вечными обликами и явлениями жизни, и в первую очередь с прошедшим, настоящим и будущим поколением родных людей»
— Станислав Куняев